# 巴黎第六区
巴黎第六区是法国首都巴黎市的20个区之一。面积2.15平方公里。
巴黎第六区位于市中心区，塞纳河左岸。它北临塞纳河，与巴黎第一区相接，西临巴黎第七区，东邻巴黎第五区，南接巴黎十四区。
巴黎第六区以拥有圣日耳曼德佩教堂（建于6世纪）所在的圣日耳曼德佩区，以及位于卢森堡公园的法国参议院而著称。

## 人口

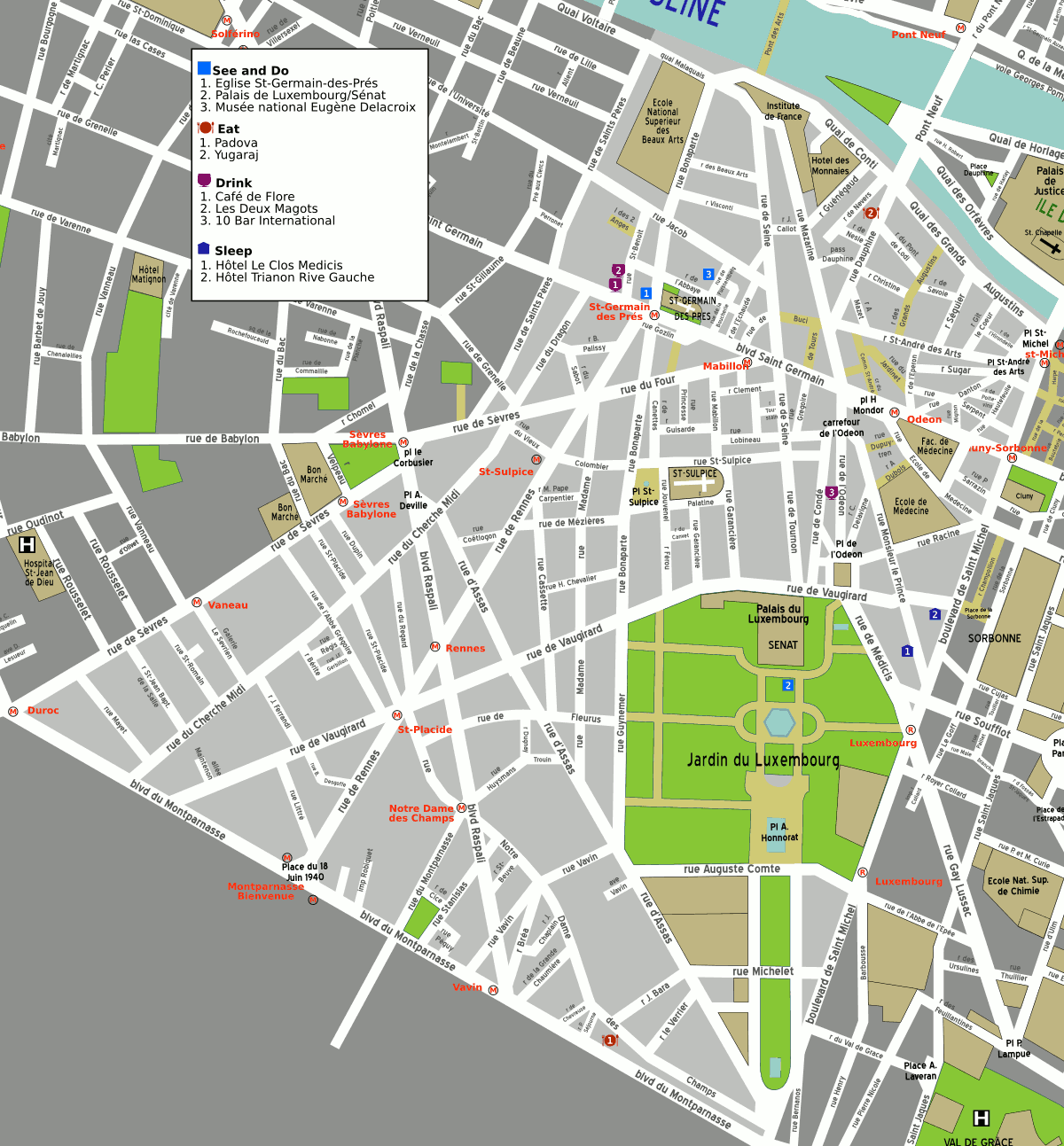
巴黎第六区地图

1911年达到人口峰值，超过10万人。1999年，该区人口为44,919人，提供43,691个工作职位。
| 年份              | 人口    | 密度 (人/km²) |
| ----------------- | ------- | ------------- |
| 1872年            | 90,288  | 41,994        |
| 1911年 (人口峰值) | 102,993 | 47,815        |
| 1954年            | 88,200  | 41,023        |
| 1962年            | 80,262  | 37,262        |
| 1968年            | 70,891  | 32,911        |
| 1975年            | 56,331  | 26,152        |
| 1982年            | 48,905  | 22,704        |
| 1990年            | 47,891  | 22,234        |
| 1999年            | 44,919  | 20,854        |
| 2005年            | 45,200  | 20,984        |

## 名胜
- 法兰西学术院（Académie française）
- 法国参议院 （卢森堡宫）
- 卢森堡公园（Jardin du Luxembourg）
- 美第奇喷泉（La fontaine Médicis）
- 艺术桥（Pont des Arts）
- 新桥（Pont Neuf）
- 圣米歇尔桥（Pont Saint-Michel）
- 圣日耳曼德佩区（Saint-Germain-des-Prés）和圣日耳曼德佩修道院
- 拉丁区 （局部）
- 圣叙尔比斯教堂
- 奥德翁剧院（Odéon），现名欧洲剧院（Théâtre de l'Europe）
- 老鸽巢剧院（Théâtre du Vieux-Colombier）
- 花神咖啡馆（Café de Flore）
- 双叟咖啡馆（Les Deux Magots）
- 普羅可布咖啡館（Café Procope）

## 大学
- 国立巴黎高等矿业学校（École nationale supérieure des mines de Paris）
- 社会科学高等学院（École des Hautes Études en Sciences Sociales）
- 巴黎第二大学（Pantheon-Assas Paris II University） 主要校园

## 主要街道
- 圣日耳曼大道